# الحي المالي (مانهاتن)
الحي المالي هو حي أعمال يقع في أقصى جنوب منطقة مانهاتن في مدينة نيويورك، ويضم مقرات أكبر الشركات والمؤسسات المالية في المدينة، بما في ذلك بورصة نيويورك.
يشمل هذا الحي الجزء الجنوبي من مانهاتن الواقع جنوب حديقة "سيتي هول بارك". ويُعتبر تقاطع شارعي "وول ستريت" و"برود ستريت" بمثابة قلب هذا الحي.
وعند زاوية شارعي "ناساو" و"وول ستريت" يقع النُصُب التذكاري الوطني "فيدرال هول"، وهو متحف بُني في موقع المبنى القديم الذي كان يضم أول مبنى للكونغرس الأمريكي في عامي 1789 و1790، في عهد جورج واشنطن.
ورغم وجود بعض الشقق والفنادق في الحي المالي، إلا أن المنطقة تُعد بشكل أساسي وجهة للذين يأتون للعمل في مكاتبها العديدة. وفي أواخر القرن السادس عشر، كانت هذه المنطقة من مانهاتن مستعمرة هولندية تُعرف باسم "نيو أمستردام"، ولا تزال بعض الأمثلة على العمارة الاستعمارية قائمة في الجنوب بالقرب من شارع بيرل، وإن كانت مخفية بين ناطحات السحاب.

## السياحة
```
يُعد الحي المالي واحدًا من أبرز الوجهات السياحية في مدينة نيويورك. وقد وصفت إحدى التقارير مانهاتن السفلى بأنها "تكتظ بالسياح الذين يحملون الكاميرات".
```

ويسلط المرشدون السياحيون الضوء على أماكن مثل كنيسة ترينيتي، وخزائن الذهب في مبنى البنك الاحتياطي الفيدرالي في نيويورك الواقعة على عمق 80 قدمًا تحت مستوى الشارع (وتبلغ قيمتها نحو 100 مليار دولار)، بالإضافة إلى مبنى بورصة نيويورك.
من الجولات الشهيرة جولة "الأوغاد في وول ستريت"، وهي جولة تاريخية مشيًا على الأقدام تتضمن زيارة لمتحف ومناقشة حول عدد من رجال المال الذين "كانوا بارعين في التلاعب بالقوانين المالية أو استغلال الثغرات القانونية".
وفي بعض الأحيان، يُقدم الفنانون عروضًا مرتجلة؛ فعلى سبيل المثال، في عام 2010، قدمت فرقة مكونة من 22 راقصًا عرضًا بعنوان "أجساد في فضاءات حضرية" حيث قاموا بثني أجسادهم والانزلاق في الزوايا والشقوق في الحي المالي، وكان العرض من تصميم المصمم ويلي دونر.
ومن أبرز المعالم، البنك الاحتياطي الفيدرالي، الذي دفع 750,000 دولار لافتتاح معرض للزوار عام 1997. كما أن بورصة نيويورك والبورصة الأمريكية أنفقتا أموالًا في أواخر التسعينيات لتحسين مرافق استقبال الزوار. وتشمل المعالم الجاذبة خزنة الذهب تحت الاحتياطي الفيدرالي، كما أن "التحديق في قاعة التداول كان مثيرًا بقدر زيارة تمثال الحرية".